# 凯撒斯韦特

杜塞尔多夫地圖，顯示凯撒斯韦特（紅色）在第5區（粉紅色）的位置

凯撒斯韦特（Kaiserswerth），是德国杜塞尔多夫市历史最悠久的地方之一。它位于该市的北部莱茵河岸，為城市第5区的一部分。

## 地理位置
古皇城凯撒斯韦特位于莱茵河岸，杜塞尔多夫和杜伊斯堡兩座城市的交會处。莱茵河流经此处，形成一个河湾，可俯瞰超过13公里的河道。4.71平方公里的凯撒斯韦特距离杜塞尔多夫市中心约8公里，有7,897个居民（截至2007年10月31日）。凯撒斯韦特是杜塞尔多夫有历史记载的最古老的区域。它与安格蒙德（Angermund）、卡爾庫姆（Kalkum）、洛豪森（Lohausen）、施托庫姆（Stockum）和維特拉尔（Wittlaer，发音：[ˈvɪtlaːʁ]）一起组成杜塞尔多夫市第5区，该区被认为是“高档”的住宅小区。今天这里已经成为杜塞尔多夫当地人最热门的休闲聚集地，年轻的朋友，亲密的情侣们喝着啤酒聊着天，远眺着落日余晖洒满莱茵河，美好的一天一寸一寸的滑入水流。

## 历史
大约公元695年至700年，修道士蘇伊伯特在莱茵河的重要交叉点旁名为韦特（Werth）的小岛上修建一所本笃会修道院。该修道院在88年后被摧毁。这个莱茵河边小岛是法国宫相丕平二世送给盎格魯-撒克遜人蘇伊伯特的礼物。
在神圣罗马帝国時期，此地建了一座皇帝的行宫，因而被稱為凱撒普法爾茲（Kaiserpfalz），意即「皇帝的宫殿」。该宫殿准确修建年代不明，但應早於1016年。到了1062年，科隆大主教安諾二世在这里绑架未成年的德国皇帝亨利四世，藉此而非正式的获得神圣罗马帝国的皇权。此后，韦特被改称为凯撒斯韦特（Kaiserswerth），意即「皇帝的韦特」。1174年，腓特烈一世将莱茵海关收缴處移到凯撒斯韦特。1273年，皇帝将凯撒斯韦特质押给科隆大主教，从而在于利希-克莱沃-贝格联合公国境内形成一个事实上的飞地。
凯撒斯韦特的战略位置特殊。在科隆战争后被占领，其后在1589年到1592年被西班牙人占领。1636年又被黑森占领。1688年科隆大主教在大同盟战争中联合法国国王路易十四，他允许法国军队經由凯撒斯韦特进入莱茵河流域。此事引起荷兰和布蘭登堡不满，并于1689年6月对凯撒斯韦特发起围攻。法国驻军的補给被火烧毁，于6月底投降。法国又在1701年西班牙王位继承战争中占领凯撒斯韦特，后同盟军于1702年再次围攻。经过长期艰难的战斗，法军投降，同盟军决定烧毁所有防御工事。
在19世纪凯撒斯韦特主要被注意到的是以牧師女助手为负责人的医院，该医院由当地的牧师特奥多尔·弗利德納創立。弗罗伦斯·南丁格尔在那里工作多年。在两次世界大战中这个医院是家著名的军事医院。
公元1929年凯撒斯韦特被划入杜塞尔多夫。

## 交通
乘坐都會铁路線U79可直接到达杜塞尔多夫和杜伊斯堡的中央火车站。还可以乘坐莱茵河渡船到對岸的梅爾布施。